# Stratonika (żona Demetriusza II)
Stratonike (gr. Στρατονίκη; ur. i zm. w III wieku p.n.e.) – córka Stratoniki i Antiocha I Sotera (281-261 p.n.e.), króla ogromnego imperium rozciągającego się od Azji Mniejszej na zachodzie do granic Indii na wschodzie. Wyszła za mąż za Demetriusza II, króla Macedonii. Stratonike urodziła Demetriuszowi II córkę nazwaną Apame, która później wyszła za mąż za Prusjasza I, króla Bitynii. Czas trwania ich małżeństwa nie jest znany, ale musiała przebywać w Macedonii przynajmniej do roku 239 p.n.e., kiedy to opuściła swoje królestwo i męża z niesmakiem na wieść o zawarciu przezeń drugiego małżeństwa z księżniczką epirską Fitą (córką pary królewskiej Aleksandra II i Olimpias II) i powróciła do Syrii. Przybywszy tam usiłowała zmusić swojego bratanka Seleukosa II Kallinikosa (246-225 p.n.e.) do pomszczenia zadanej jej zniewagi, poprzez wypowiedzenie wojny macedońskiemu królowi. Według innego źródła, miała nadzieję na przekonanie młodego króla do poślubienia jej; ale Seleukos był zajęty odbijaniem Babilonii i innych wschodnich prowincji rozpadającego się imperium. Rozwścieczona brakiem reakcji monarchy, Stratonike wykorzystała jego nieobecność w stolicy by wzniecić rewoltę przeciwko jego władzy w Antiochii; ale została z łatwością wyparta z miasta i schroniła się w Seleucji nad Tygrysem, gdzie była oblegana przez króla, pojmana i na jego rozkaz stracona.